# Theodor Burkhardt
Theodor „Teddy“ Burkhardt (* 31. Januar 1905 in Pforzheim-Brötzingen; † 12. März 1958 in Pforzheim) war ein deutscher Fußballspieler.

## Laufbahn

### Verein
Bei Germania Brötzingen, am Rande von Pforzheim gelegen, absolvierte Theodor Burkhardt die erfolgreichsten Jahre seiner Fußballkarriere. Der Verteidiger war zuerst bei dem Aufstieg in der Runde 1927/28 der Germania in die Bezirksliga Württemberg-Baden, Gruppe Württemberg wesentlich beteiligt, bevor im folgenden Jahr der sportliche Höhepunkt der Brötzinger anstand:
Germania Brötzingen gewann 1928/29 die Meisterschaft in Württemberg vor Stuttgarter Kickers und dem VfB Stuttgart. Danach wurden die Endrundenspiele um die Süddeutsche Meisterschaft gegen den 1. FC Nürnberg, den FC Bayern München und Eintracht Frankfurt im Brötzinger Tal ausgetragen. Ab der Runde 1929/30 standen die Derbys gegen den Aufsteiger 1. FC Pforzheim an. Mit Germania Brötzingen spielte Theodor Burkhardt bis zur Einführung der Gauligen in der Saison 1933/34 in der damals höchsten Klasse. Im Debütjahr der Gauliga Baden – 1933/34 – belegten die Germanen den neunten Rang und stiegen ab. 1935 gelang der sofortige Wiederaufstieg. Später wechselte Burkhardt zum 1. FC Pforzheim. Von 1940 bis 1941 spielte er für den Karlsruher FV. Nach Kriegsende schnürte er erneut für Germania Brötzingen die Stiefel.

### Auswahlspiele, Nationalmannschaft
Den ersten Einsatz in der Auswahl von Süddeutschland hatte der Abwehrspieler von Brötzingen am 14. Oktober 1928 in Frankfurt/Main gegen Südostdeutschland. Der Süden gewann mit 5:1 Toren. Burkhardt bildete mit Franz Schütz von Eintracht Frankfurt das Verteidigerpaar.
Das identische Schlussdreieck der süddeutschen Auswahl war auch am 28. September 1930 beim Länderspiel in Dresden gegen Ungarn mit Torhüter Willibald Kreß (RW Frankfurt) und dem Verteidigerpaar Burkhardt und Schütz im Einsatz. Die Auswahl von Trainer Otto Nerz, angetrieben von Kapitän Richard Hofmann vom Dresdner SC, drehte nach einem 0:3-Rückstand das Spiel in der zweiten Hälfte und gewann mit 5:3 Toren. Weitere Berufungen in die Fußballnationalmannschaft erhielt Theodor Burkhardt nicht mehr. Mit Süddeutschland feierte er aber im Länderpokal Erfolge. Am 19. April 1931 verteidigte er mit seinem Mannschaftskameraden Wilhelm Heidlauf im Finale in Dresden gegen Mitteldeutschland des Wettbewerbes von 1930/31 für Süddeutschland. Nach Verlängerung gewann der Süden mit 4:3 Toren den Bundespokal. Bei den Sachsen vertraten 10 Spieler des Dresdner SC Mitteldeutschland; nur der Torhüter Hans Menzel von Wacker Leipzig spielte nicht für Dresden. In der Runde 1931/32 stand der Brötzinge Verteidiger zum zweiten Mal im Finale mit Süddeutschland. In Leipzig setzte sich aber Norddeutschland mit 2:1 Toren durch. Hans Jakob vom SSV Jahn Regensburg hütete das Tor und Georg Wurzer vom FV 1894 Ulm war als rechter Läufe im Einsatz. In seinem dritten Finale am 23. April 1933 erlebte Burkhardt einen ungefährdeten 6:1-Erfolg von Süddeutschland gegen Südostdeutschland in Mannheim. Mit Sigmund Haringer bildete er den defensiven Rückhalt bei diesem Erfolg. Die Tore teilten sich Edmund Conen, Josef Fath und Oskar Rohr. Sein letztes Auswahlspiel bestritt der Mann aus dem Brötzinger Tal am 2. Juli 1933 für den Gau Baden gegen den Mittelrhein.

## Nach der Karriere
Bei seinem Brötzinger Heimatverein war Theodor Burkhardt nach dem Krieg ehrenamtlich im Spielausschuss tätig. Im Januar 1947 gehörte er laut Sport (München) immer noch zu den Stützen der Mannschaft in der Landesliga Nordbaden.